# Martin Sasse (Pianist)

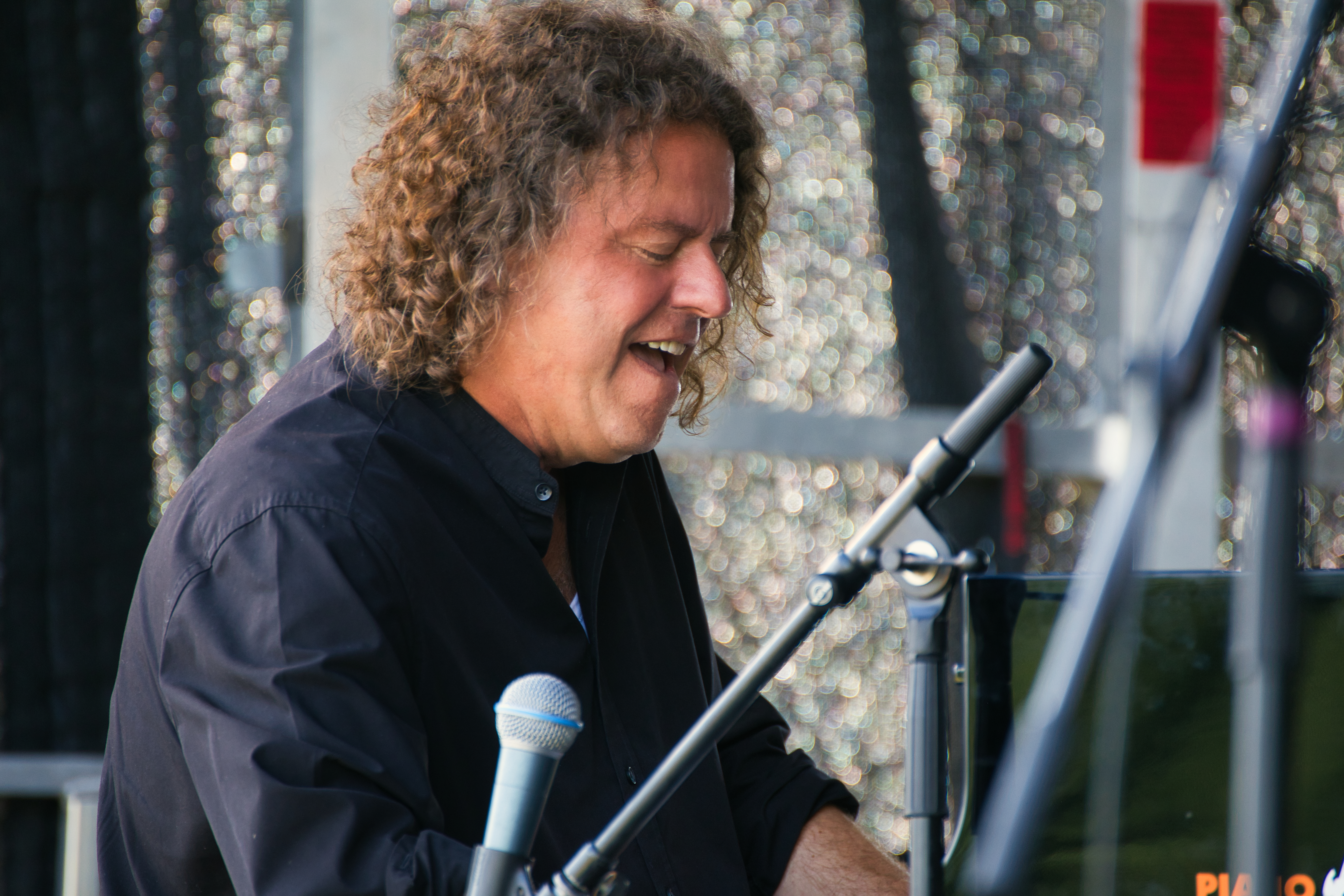
Martin Sasse auf dem INNtöne Jazzfestival 2021

Martin Sasse (* 2. März 1968 in Hamm/Westfalen) ist ein deutscher Jazzpianist, Keyboarder und Komponist.

## Leben und Wirken
Sasse studierte von 1989 bis 1990 an der Folkwang-Hochschule Essen (Klassik) und von 1990 bis 1998 an der Musikhochschule Köln (Jazz, Konzertexamen mit Auszeichnung). Von 1988 bis 1990 spielte er im JugendJazzOrchester NRW und von 1990 bis 1993 im Bundesjazzorchester unter der Leitung von Peter Herbolzheimer.
Von 1992 bis 1996 unterrichtete er an der „Offenen Jazzhausschule  Köln“, von 1998 bis 2008 hatte er einen Lehrauftrag an der Johannes Gutenberg-Universität Mainz für Jazzklavier und Combo.
Von 2008 bis 2023 war er Dozent für Jazzpiano am Institut für Medien und Musik der Robert Schumann Hochschule Düsseldorf.
Martin Sasse ist seit 2024 Professor für Jazzklavier und Jazzkomposition an der Folkwang Universität in Essen.
Daneben ist er künstlerischer Leiter des Kölner Jazzclubs „King Georg“, Co-Founder des Labels „JazzJazz Records“ und Yamaha Artist.
Martin Sasse arbeitet seit den 1990er Jahren u. a. mit Al Foster, den New York Voices, Jimmy Cobb, Steve Grossman, Hiram Bullock, Peter Bernstein, Vincent Herring, Roberta Gambarini, Silvia Droste, Bobby McFerrin/Bochumer Symphoniker (2010), Till Brönner, Tommy Emmanuel, Tom Gäbel, Dick Oatts, Dennis Mackrel, Harry Allen, Philip Catherine, Dusko Goykovich, Milan Lulić, Billy Cobham, Sting/Bochumer Symphoniker, Jan Akkerman und dem WDR Rundfunkorchester (2012), John Ruocco und der Brian-Hughes-Band, Steve Grossman, Scott Hamilton, Tony Lakatos, Jane Monheit, Don Menza Joe Magnarelli und Rick Margitza.
Mit seinem Trio spielte er u. a. 2008 und 2011 auf dem Klavierfestival Ruhr. Mit seinem Solopiano-Programm war er 2010 auf dem Lucerne Festival zu hören.

## Preise und Auszeichnungen
- „Kulturförderpreis der Stadt Hamm 1990“
- 1. Preis „Karlsberg Jazzpreis 1998“
- 3. Preis „Hennessy Jazz Search 2000“
- „Preis der deutschen Schallplattenkritik 4/2010“ für die CD-Veröffentlichung „Good Times“ mit Charlie Mariano

## Diskographische Hinweise
eigene Veröffentlichungen
- Here We Come – Martin Sasse Trio (Nagel-Heyer Records 2000) mit (Henning Gailing,  Hendrik Smock)
- A Groovy Affair – Martin Sasse Trio feat. Peter Bernstein (Nagel-Heyer Records 2003)
- Close Encounter – Martin Sasse Trio feat. Vincent Herring (Nagel-Heyer Records 2005)
- Still, Still, Still – Martin Sasse Trio (Nagel-Heyer Records 2009, mit Henning Gailing, Hans Dekker)
- Good Times – Martin Sasse Trio feat. Charlie Mariano (Nagel-Heyer Records 2010, mit Henning Gailing, Hendrik Smock)
- European Standard Time – Martin Sasse / John Goldsby / Hendrik Smock (Telos 2011)
- Take the „D“-Train – Martin Sasse Trio & Steve Grossman (Nagel-Heyer Records 2015, mit Henning Gailing, Joost van Schaik)
- Live at Bird‘s Eye mit Harry Allen (2022)
- Schoenecker / Sasse / Schieferdecker: Trio Tales (JazzJazz 2022)[2]
- The Basel Sessions – European Jazz Meeting (ESP 2024 mit Max Ionata, Dominik Schürmann, Frits Landesbergen)
- Longing – Martin Sasse Trio (JazzJazz Records 2024)

Veröffentlichungen als Sideman
- John Goldsby Space for the Bass (2009)
- Rolf Römer Tribute to Childhood
- Willy Ketzer Tribute to Ramsey Lewis (In + Out Records 2011)
- Rüdiger Baldauf Trumpet Night (Mons 2012)
- Matthias Strucken Tribute to Milt Jackson
- Marcus Bartelt/Ralf Hesse Quintett Happy Weeks
- Blue Motion Trio feat. Joscho Stephan Smile (GLM 2015, mit Walfried Böcker, André Spajić)
- Gerd Dudek Out of this World (Planet Jazz Cologne 2016)